# Мотидес
Мо̀тидес (на гръцки: Μότιδες; на турски: İncesu) е село в Кипър, окръг Кирения. Според статистическата служба на Северен Кипър през 2011 г. селото има 180 жители.
Де факто е под контрола на непризнатата Севернокипърска турска република.